# Flying Fish Cove
Flying Fish Cove (kineski: 飛魚灣, malajski: Pantai Ikan Terbang) je glavni grad i glavno naselje australskog Božićnog otoka. Iako je izvorno ime dobio po britanskom istraživačkom brodu Flying-Fish, mnoge karte jednostavno ga označavaju kao eng. The Settlement – Naselje. Bilo je to prvo britansko naselje na otoku, osnovano 1888. godine.
Otprilike trećina ukupno oko 1600 stanovnika teritorija živi u Flying Fish Coveu, koji se nalazi blizu sjeveroistočnog vrha otoka. Postoji mala luka koja služi turistima s jahtama. Na kupalištu naselja moguće je rekreativno roniti.

## Baština
Naselje je uvršteno na popis baštine Australskog Commonwealtha, navodeći sljedeće aspekte značaja: 
Zgrade koje čine rezidencijalnu četvrt su od arhitektonskog značaja, relativno su netaknute i pokazuju značajno jedinstvo u stilu izvedenom iz britanskog iskustva u Singapuru/Malaji. Ovo jedinstvo kombinira se s dosljednim vrtnim sadnjama i ukrasima i linearnom vezom Gaze Roada i stvara snažan ulični pejzaž. Prisutnost poluodvojenih odaja za poslugu također je od povijesne važnosti i ukazuje na društvenu i ekonomsku stratifikaciju koja je prevladavala na otoku tijekom kolonijalnog razdoblja. Stambeno područje također je povijesno značajno kao podsjetnik na fazu povijesti Božićnog otoka kada je otok došao pod kontrolu Britanske komisije za fosfate, a rudarska industrija i prateća zajednica doživjeli su značajno proširenje. Područje Services ima društveni i povijesni značaj. Uključuje niz ranih kineskih terasastih kuća kao i niz građevina koje predstavljaju svaku od različitih faza rudarenja fosfata, uključujući jednu od najstarijih građevina na otoku. To je također bilo glavno sastajalište otoka gdje su se azijski radnici i europsko osoblje okupljali kroz zajedničko oslanjanje na maloprodajne, zdravstvene, rekreacijske i druge usluge. Područje sadrži niz zgrada od posebnog značaja za zajednicu i, zajedno s tri groblja, snažno odražava mješovito rasno podrijetlo otoka.
Povijesna četvrt Malay Kampong unutar grada, četvrt Industrial and Administrative Group s pogledom na grad i Administrator's House 1.5 km istočno od grada također su navedeni na popisu baštine Commonwealtha.   

## Daljnje čitanje
- Golder Associates. (1995.) Procjena rizika od klizišta, Flying Fish Cove, Božićni otok, Indijski ocean : predano Australian Construction Services. Leederville, WA : Golder Associates. "listopad 1995."